# Гарфаньяна

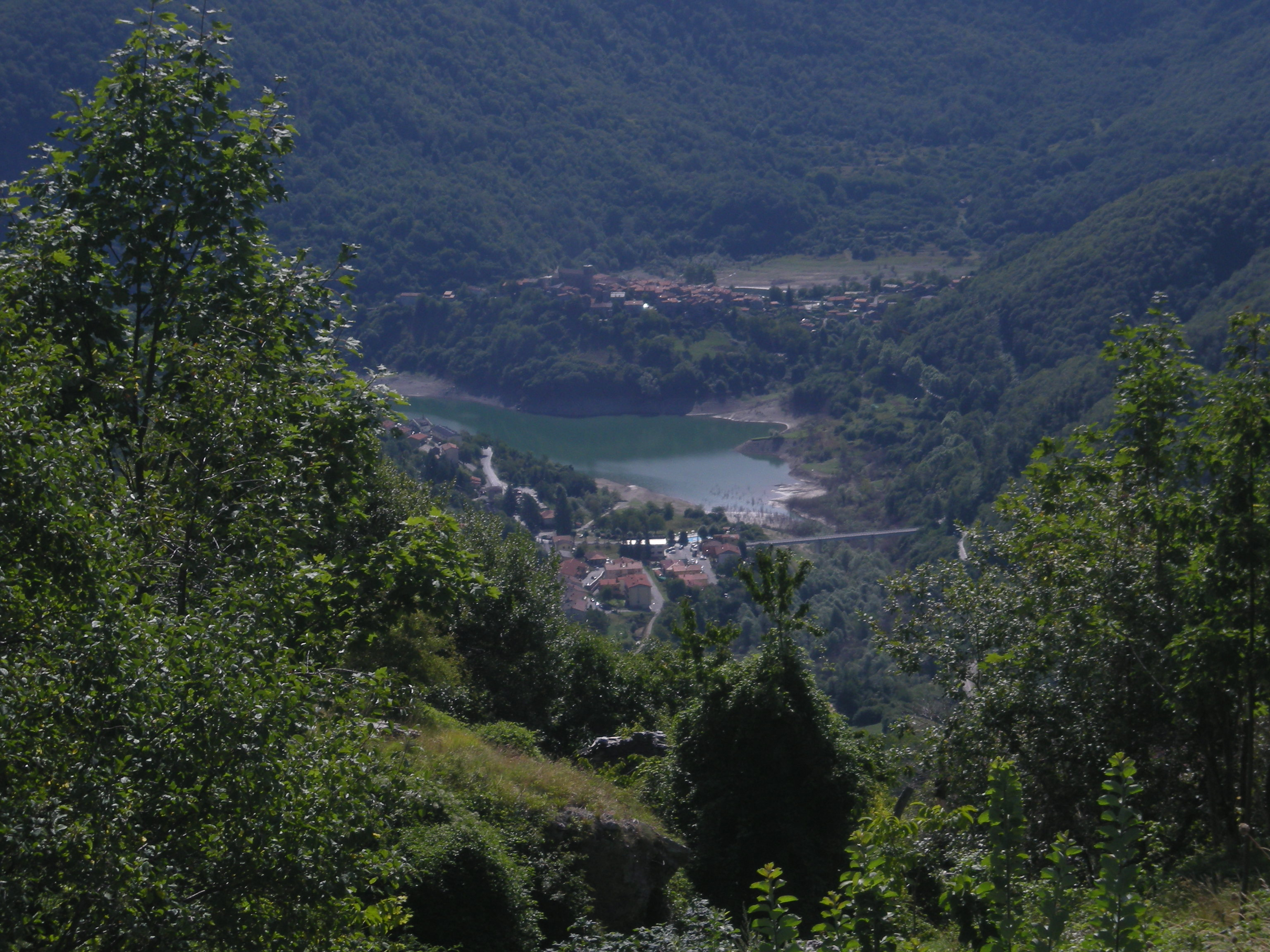
Озеро Лаго ди Вальи в Графаньяна

Гарфаньяна (лат. Forum Clodii, итал. Garfagnana) — историческая область на северо-западе Тосканы в провинции Лукка. До Рисорджименто входила в состав герцогства Моденского, которым правила семья д’Эсте. Некоторое время, в XVI веке, областью управлял поэт Лудовико Ариосто. Это один из самых дождливых регионов Италии, значительная часть которого покрыта лесами. Среди деревьев больше всех распространены каштан, дуб и сосна.

## География
Гарфаньяна находится между Апуанскими Альпами и Тоскано-Эмилианскими Апеннинами. Граничит на севере с Луниджианой, на западе с Версилией и провинцией Масса, на востоке с областью Эмилия-Романья (провинции Модена и Реджио-нель-Эмилия) и на юге с равниной Луккезия, полностью пересекается рекой Серкьо и её многочисленными притоками. Область богата лесами. В административном отношении делится на 16 маленьких коммун, среди которых самым большим городом является Кастельнуово-ди-Гарфаньяна. Прочими центрами коммун, разделенных на две части, апеннинскую и апуанскую, являются Кареджине, Кампорджано, Кастильоне-ди-Гарфаньяна, Фошандора, Галликано, Джункуньяно, Минуччано, Молаццана, Пьяцца аль Серкьо, Пьеве Фошана, Сан Романо ин Гарфаньяна, Силлано, Вальи Сотто, Верджемоли и Вилла Коллемандин. Исторически все они были частью провинции Гарфаньана.
В Гарфаньяна представлен широкий спектр ландшафтов, от скалистых гор Апуанских Альп и покрытых лесами склонов Апеннин до лугов в долине Медиа-Валле-делль-Серкьо.

## История
Территория Гарфаньяна была заселена племенем апуан, входившим в состав лигуров. Они также занимали территорию соседних Луниджианы, Версилии и Апеннин между Тосканой и Лигурией. С I века до н. э. древние римляне начали вытеснять апуан из Гарфаньяны и Луниджианы. В 180 г. до н. э. они основали здесь колонии Луни и Лукка. Гарфаньяна и вся долина Серкьо была названа ими Форумом Клодии.
Часть апуан избежала плена и жила в области еще в течение ста лет, самостоятельно управляя территорией Гарфаньяны и Версилии и мешая древним римлянам строить дорогу между Пизой и Луни. Только Юлий Цезарь в 56 г. до н. э. смог окончательно покорить апуан.
После падения Западной Римской империи, территория Гарфаньяны была занята лангобардами и стала владением королевы Теоделинды, которая основала крепость Агинольфи в Монтиньозо.
После завоевания франками королевства лангобардов, Гарфаньяна вошла в состав Тосканской марки. После окончательной победы франков под предводительством Карла Великого в Италии, территория области была разделена между влиятельными семьями феодалов: Герардинги, Роландинги, Суффрединги, Ди Далли, Поркарези и Да Баччано. Некоторые земли находились во владении Матильды Каносской, с именем которой связано основание церквей и больниц в регионе.
В конце XIV века республика Лукки попыталась присоединить Гарфаньяну, чтобы усилить свои позиции перед Пизой и Флоренцией. Многочисленные вторжения Каструччо Кастракани позволили Лукке занять долину, но республике не удалось окончательно подавить власть местных феодалов.
В XV веке часть коммун Гарфаньяны перешла на сторону маркизов Феррарских, в 1429 году к Никколо III д’Эсте и в 1451 году к Борсо д’Эсте и вошла в состав герцогства Феррарского. Другая часть коммун осталась в составе республики Лукки. Таким образом, Гарфаньяна оказалась разделенной между Луккой и Феррарой, со всеми вытекающими из этого последствиями, особенно в приграничных районах.
Вслед за вхождением герцогства Феррарского в Папскую область в 1598 году, семья д’Эсте переехала в Модену, которая с того времени стала столицей Гарфаньяны. На протяжении нескольких столетий Гарфаньяна была одной из провинций герцогства Моденского. В XVI веке, с 1522 до 1525 год, ею, от имени герцога Альфонсо I д’Эсте, управлял поэт Лудовико Ариосто, который активно боролся с местными разбойниками, в частности, с известным бандитом, Моро из Силлико.
С 1859 по 1923 год Гарфаньяна находилась в составе провинции Масса-Каррара. Этот период известен массовой миграцией населения из долины. Многие местные жители эмигрировали в США и Австралию. С 1923 года Гарфаньяна находится в составе провинции Лукка.